# 狭叶黄耆
狭叶黄耆（学名：Astragalus angustifoliolatus）为豆科黄芪属的植物，为中国的特有植物。分布于中国大陆的云南等地，生长于海拔2,750米至3,000米的地区，见于碎石牧地或草坡，目前尚未由人工引种栽培。